# Матвеевка (Костромская область)
Матве́евка — деревня в составе Шангского сельского поселения Шарьинского района Костромской области России.

## География
Расположена на берегу реки Ветлуга.

## История
Согласно Спискам населенных мест Российской империи в 1872 году деревня относилась к 3 стану Ветлужского уезда Костромской губернии. В ней числилось 10 дворов, проживало 45 мужчин и 48 женщин.
Согласно переписи населения 1897 года в деревне проживало 139 человек (55 мужчин и 84 женщины).
Согласно Списку населенных мест Костромской губернии в 1907 году деревня относилась к Шангско-Городищенской волости Ветлужского уезда Костромской губернии. По сведениям волостного правления за 1907 год в деревне числилось 30 крестьянских дворов и 148 жителей. В деревне имелась кузница. Основным занятием жителей деревни был лесной промысел.

## Население
| 2008 | 2010 | 2014 |
| ---- | ---- | ---- |
| 5    | ↘3   | ↗10  |